# Cronologia degli enti dell'Esercito Confederato nel 1865
Esercito Confederato, Cronologia degli Enti, Anno 1865
Gli Enti sono ordinati secondo il mese di prima costituzione.
NOTE RELATIVE AI COMANDANTI:
| ± Deceduto in combattimento o servizio.            |
| (S) Delegato alla Convenzione di Secessione.       |
| (C) Membro del Governo Confederato.                |
| (P) Delegato al Congresso Provvisorio Confederato. |
| (1°) Delegato al 1º Congresso Confederato.         |
| (2°) Delegato al 2º Congresso Confederato.         |